# Imre Furmen
Imre Furmen (Budapeste, 14 de agosto de 1933 - 5 de fevereiro de 2021) foi um ciclista húngaro.

## Carreira
Ele competiu no ciclismo nos Jogos Olímpicos de Verão de 1952, representando a Hungria.

## Morte
Morreu em 5 de fevereiro de 2021, aos 87 anos.